# Lara Comi
Lara Comi (Garbagnate Milanese, 18 febbraio 1983) è una politica italiana, eurodeputata al Parlamento europeo dal 2009 al 2019 e dal novembre 2022 al giugno 2024.

## Biografia
Comi ha conseguito la laurea triennale nel 2005 in Economia dei mercati e delle imprese all'Università Cattolica; nel 2007 ha conseguito la laurea specialistica in Economia dei mercati internazionali e delle nuove tecnologie all'Università Bocconi di Milano.
Dopo aver effettuato un tirocinio presso il consolato dell'Uruguay in Italia, ha svolto a seguito della laurea uno stage presso Beiersdorf Italia ed è stata per un anno (2008-2009) brand manager per Giochi Preziosi.

## Attività politica
Portavoce di Forza Italia a Saronno dal 2002 al 2005, diviene assistente di Mariastella Gelmini e nel 2004 a 21 anni coordinatrice nella regione Lombardia di Forza Italia Giovani. Alle elezioni politiche del 2008 è candidata alla Camera dei Deputati nel collegio Lombardia 1, risultando terza non eletta. Alle elezioni europee del 2009 è eletta nella circoscrizione Italia nord-occidentale per Il Popolo della Libertà con 63 158 preferenze.
Nella VII legislatura del Parlamento Europeo è membro della Delegazione per le relazioni con l'Afghanistan (2009-2010), della Delegazione all'Assemblea parlamentare euro-latinoamericana (2010-2014), della Delegazione alla commissione parlamentare mista UE-Messico (2010-2014), della Commissione per il mercato interno e la protezione dei consumatori (2012-2014).
A marzo 2012 è stata eletta coordinatore PdL della provincia di Varese.
Il 16 novembre 2013, con la sospensione delle attività del Popolo della Libertà, aderisce a Forza Italia.
Alle elezioni europee del 2014, candidata per Forza Italia nella circoscrizione Italia nord-occidentale, viene rieletta con 83 987 preferenze.
Viene scelta dai colleghi come vicepresidente del Gruppo PPE all'Europarlamento. Ricopre il ruolo di membro della Commissione per il mercato interno e la protezione dei consumatori e della Delegazione per le relazioni con gli Stati Uniti.
Nel 2016 fonda l'associazione "Siamo Italiani" insieme agli europarlamentari forzisti Salvatore Cicu e Aldo Patriciello.
Alle elezioni europee del 2019 si ricandida nel nord-ovest con Forza Italia ottenendo 32 365 preferenze e risultando la prima dei non eletti. 
Durante la campagna elettorale viene coinvolta in un'inchiesta relativa a presunti finanziamenti illeciti.
Berlusconi, eletto anche nel sud e nelle isole, opterà per mantenere il proprio seggio nel nord-ovest escludendola in tal modo dall'europarlamento. In seguito a tale decisione Lara Comi ha dichiarato: "Ho comunicato la mia decisione irrevocabile di voler essere libera da ogni incarico politico o nell'ambito dell'attività del Parlamento Europeo perché voglio difendermi dalle accuse che mi sono state mosse, senza avvalermi dell'immunità parlamentare". Il 7 novembre 2022 rientra al Parlamento Europeo subentrando a Silvio Berlusconi (eletto al Senato della Repubblica).

## Procedimenti giudiziari

### Diffamazione
A seguito della puntata del 24 gennaio 2013 della trasmissione televisiva Servizio pubblico viene querelata per diffamazione aggravata da Roberto Soffritti. Comi aveva chiesto ad Antonio Ingroia, fondatore e capo della lista Rivoluzione Civile, delucidazioni sulla candidatura di Soffritti, sostenendo sulla base di non meglio precisate informazioni che Soffritti fosse una persona poco limpida, con un background di tipo mafioso, che avrebbe fatto fallire la Coopcostruzioni e che sarebbe stato condannato per questi fatti. In realtà l'ex sindaco di Ferrara era incensurato e l'unico procedimento penale che lo coinvolse fu archiviato per "l'assoluta trasparenza e il rigoroso rispetto delle regole da parte dell'amministrazione comunale guidata da Soffritti". L'eurodeputata scelse di avvalersi dell'immunità da europarlamentare per il processo per diffamazione aggravata; l'immunità venne concessa dal Parlamento Europeo per alzata di mano nella Seduta Plenaria del 14 gennaio 2014, anche in considerazione del fatto che la Comi ha espresso ripetutamente e pubblicamente le sue scuse a Soffritti. Il giudice civile, comunque, ha negato alla Comi l'utilizzo dell'immunità, in quanto non collegata alle dichiarazioni fatte; viene pertanto condannata ad un risarcimento pari a 30000 €.

### Assunzione della madre al Parlamento Europeo
Nel 2017, per aver assunto la madre come sua assistente dal 2009 al 2010, gli organi di controllo del Parlamento Europeo rilevano da parte sua una violazione di specifiche norme europee (modificate proprio nel corso del 2009) che vietano ai parlamentari di reclutare parenti. Accetta di restituire ratealmente la somma impropriamente percepita per 126000 €, ammettendo un errore di interpretazione normativa commesso dal proprio ex-commercialista, di cui lei come personaggio pubblico si prende la responsabilità. Questa vicenda non ha avuto per Lara Comi conseguenze di carattere giudiziale e penale.

### Archiviazione dell'accusa di finanziamento illecito
Il 15 maggio 2019 Lara Comi viene indagata per finanziamento illecito insieme al presidente di Confindustria Lombardia Marco Bonometti nella maxi indagine della Direzione distrettuale Antimafia di Milano sulla presunta rete di corruzione che otto giorni prima aveva portato a 43 misure cautelari: all’imprenditore viene contestato un finanziamento da 31000 € a un'impresa in cui lei risulta essere socia. Il 9 luglio 2021 l'accusa di finanziamento illecito viene definitivamente archiviata per entrambi dal GIP.

### Mensa dei poveri
A seguito di un filone dell’inchiesta "Mensa dei poveri", il 14 novembre 2019 viene arrestata e posta agli arresti domiciliari per accuse a vario titolo di corruzione, finanziamento illecito e truffa. Dal 5 dicembre è di nuovo in libertà su decisione del Tribunale del Riesame di Milano. Il 21 ottobre 2020, al termine delle indagini, il Tribunale di Milano ha accolto le tesi della Procura della Repubblica, rinviandola a giudizio. Nel luglio 2021 viene archiviata l'accusa di finanziamento illecito. Il 2 ottobre 2023 viene condannata in primo grado di giudizio a 4 anni e 2 mesi per il presunto giro di tangenti: i giudici milanesi dispongono per lei anche l’interdizione dai pubblici uffici e la proibizione di trattare con la pubblica amministrazione per 5 anni e le confiscano 28700 €.

### Truffa aggravata ai danni del Parlamento europeo
Nel dicembre 2020, il GIP del Tribunale di Milano ordina il sequestro di 525000 € alla Comi e, in solido, ad altre cinque persone, indagate per il reato di truffa aggravata volta al conseguimento di erogazioni pubbliche ai danni del Parlamento europeo (art. 640-bis c.p.). Nel decreto di sequestro si legge che il gruppo avrebbe: